# Microcebus macarthurii
Il microcebo di MacArthur (Microcebus macarthurii Radespiel, Olivieri, Rasolofoson, Rakotondratsimba, Rakotonirainy, Rasoloharijaona, Randrianambinina, Ratsimbazafy, Ratelolahy, Randriamboavonjy, Rasolofoharivelo, Craul, Rakotozafy e Randrianarison, 2008) è un lemure della famiglia Cheirogaleidae, endemico del Madagascar. È stato descritto nel 2008 dai ricercatori dell'Università di Medicina Veterinaria di Hannover; il suo nome commemora il fondatore della John D. e Catherine T. MacArthur Foundation, che ha sostenuto finanziariamente il progetto di studio durante il quale questa specie è stata scoperta.

## Descrizione
Come tutti i microcebi, anche quello di MacArthur è un primate dalle dimensioni molto piccole, con una testa rotonda caratterizzata da orecchie e occhi grandi. Il pelo che lo ricopre è di colore bruno-rossastro sulle regioni superiori e bianco-giallastro su quelle inferiori. La testa è di colore rossastro, con guance arancioni e una striscia bianca che corre in mezzo agli occhi. Ha una lunghezza testa-corpo di 11–12 cm e una coda, più lunga del corpo stesso, di circa 14,5 cm; quest'ultima è ricoperta da una fitta peluria di colore bruno-rossastro. Il peso varia tra i 50 e i 60 g.

## Distribuzione e habitat
Finora, questa specie è stata rinvenuta unicamente nella regione di Makira, nel Madagascar orientale, dove abita nelle foreste pluviali tropicali.

## Biologia
Le sue abitudini sono ancora quasi del tutto sconosciute. I microcebi sono generalmente creature notturne e arboricole, e quasi tutti i rappresentanti di questo genere si nutrono di frutta e altre sostanze vegetali e di insetti.

## Conservazione
Questa specie scoperta recentemente è minacciata dall'agricoltura taglia e brucia, dall'estrazione mineraria e dalla caccia. La Lista Rossa della IUCN la classifica come specie in pericolo (Endangered).